# Tammy Cleland
Tammy P. Cleland-McGregor (* 26. Oktober 1975 in Sanford, Florida) ist eine ehemalige US-amerikanische Synchronschwimmerin.

## Erfolge
Tammy Cleland gewann ihre ersten internationalen Medaillen im Mannschaftswettbewerb des Weltcups 1993 in Lausanne sowie der Weltmeisterschaften 1994 in Rom, als sie sogleich mit der US-amerikanischen Équipe die Goldmedaille gewann bzw. Weltmeisterin wurde. Eine weitere Goldmedaille gewann sie mit der US-amerikanischen Synchronmannschaft bei den Panamerikanischen Spielen 1995 in Mar del Plata. Sie verwiesen dabei Kanada auf Rang zwei und Mexiko auf Rang drei. In Atlanta gewann Cleland mit der Mannschaft 1995 außerdem erneut Gold beim Weltcup. Bei den Olympischen Spielen 1996 in Atlanta gehörte Cleland ebenfalls zum Aufgebot der Vereinigten Staaten im Mannschaftswettbewerb. Zusammen mit Suzannah Bianco, Becky Dyroen-Lancer, Emily LeSueur, Heather Pease, Jill Savery, Nathalie Schneyder, Heather Simmons-Carrasco, Jill Sudduth und Margot Thien gelang ihr mit 99,720 Punkten das beste Ergebnis des Wettkampfs, womit die US-Amerikanerinnen Olympiasiegerinnen wurden. Sie erhielten vor den Kanadierinnen, die mit 98,367 Punkten Silber gewannen, und vor den mit 97,753 Punkten drittplatzierten Japanerinnen die Goldmedaille. Im Jahr 2000 erfolgte Clelands zweite Olympiateilnahme in Sydney. Die Mannschaftskonkurrenz schlossen die US-Amerikanerinnen mit 96,104 Punkten diesmal auf dem fünften Platz ab.
Nach ihrer aktiven Karriere wurde sie Trainerin bei ihrem Heimatverein Walnut Creek Aquanuts und war 2008 außerdem Nationaltrainerin der US-amerikanischen Olympiamannschaft in Peking.